# دیزل ژنراتور
دیزل ژنراتور، (به انگلیسی: Diesel generator) (همچنین با عنوان جِن‌سِت دیزل (Genset Diesel) شناخته می‌شود) ترکیبی از یک موتور دیزل با یک ژنراتور الکتریکی (اغلب یک آلترناتور) برای تولید انرژی الکتریکی است. این یک مورد خاص از موتور-ژنراتور است. یک موتور دیزل احتراق تراکمی معمولاً برای کار با سوخت دیزل طراحی شده‌است، اما برخی انواع دیگر نیز وجود دارند که با سایر سوخت‌های مایع یا گاز طبیعی سازگار هستند.
دیزل ژنراتورها در مکان‌هایی مورد استفاده قرار می‌گیرند که به شبکه برق متصل نیستند، یا به عنوان منبع تغذیه اضطراری در صورتی که برق شبکه قطع شود. همچنین برای کاربردهای پیچیده‌تر مانند ژنراتور ثانویه جهت تأمین برق بار اضافی شبکه (peak-lopping)، پارالل شدن (grid support) و ارسال برق به شبکه برق رسانی استفاده می‌شوند.
برآورد اندازه مناسب دیزل ژنراتورها برای جلوگیری از کم شدن بار یا کمبود توان بسیار مهم است. برآورد اندازه توسط مشخصات الکترونیک مدرن، به ویژه بارهای غیر خطی، پیچیده‌است. در اندازه‌های در حدود ۵۰ مگاوات و بالاتر، یک توربین گازی با سیکل باز در حالت بار کامل، نسبت به مجموعه ای از موتورهای دیزلی (با هزینه سرمایه‌گذاری مشابه) کارآمدتر بوده و ساختار فشرده تری دارد. اما برای استفاده‌های معین در حالت بار جزئی، حتی در این سطح از قدرت، مجموعه دستگاه‌های دیزل بعضی مواقع به علت بازده بالاترشان، به توربین‌های گازی سیکل باز ترجیح داده می‌شوند.

## مجموعه دیزل ژنراتور
رنج کوچک موتور ژنراتورها می‌توانند از ۱ تا ۲۰ کیلوولت آمپر (KVA) برای منازل، فروشگاه‌ها، ادارات کوچک و تا (۳۳۰۰KVA/3.3MVA) قابل استفاده برای مجتمع‌های اداری بزرگ و کارخانه‌ها برق تولید کنند. ژنراتورها در توان‌های مختلف را می‌توان درون یک اتاقک ایزوله قابل حمل قرار داد. این اتاقک که نقش اصلی آن کاهش صدای ژنراتور است را در اصطلاح «کانوپی سایلنت یا کانتینر سایلنت» گویند. معمولاً تا رنج توان ۷۰۰ کاوآ را با استفاده از کنوپی و برای بزرگتر از آن با کانتینر پوشش می‌دهند. برای دسترسی به توان‌های بالاتر از طریق موازی سازی دیزل ژنراتورها استفاده می‌کنند (برای مثال: برای دستیابی به توان 10 MVA می‌توان از موازی سازی ۵ دستگاه 2MVA استفاده نمود). بدین منظور می‌توان از چندین دستگاه ژنراتور استفاده کرد. ژنراتورها در سایزهای بزرگتر از ۵ مگا ولت‌آمپر معمولاً به صورت مجزا به محل نصب حمل شده و در آنجا مونتاژ و تجهیزات فرعی به آن‌ها اضافه می‌شود.
کشتی‌ها و بسیاری از وسایل نقلیه بزرگ زمینی مانند قطارها نیز از دیزل ژنراتور، نه فقط برای تأمین برق روشنایی بلکه برای تأمین نیروی محرکه مورد نیاز خود استفاده می‌کنند. به وسیله نیروی محرکه برقی می‌توان حرکت یکنواخت و قدرتمندتری علاوه بر استفاده مناسب تر از فضا داشت. محرکه‌های برقی قبل از جنگ جهانی اول در کشتی‌ها مورد استفاده قرار گرفتند و در طول جنگ جهانی دوم به تکامل رسیدند.
دستگاه‌های تولید برق بر اساس ظرفیت تولید نرمال تا ماکزیمم و بر اساس قدرت تولیدی و به کیلووات طبقه‌بندی و نامگذاری شده و با توجه به نوع مصرف آن برای تولید برق مستمر یا اضطراری انتخاب می‌شوند.

## دیزل ژنراتور
ترکیبی از موتور دیزل و یک ژنراتور الکتریکی (غالباً آلترناتور) است که برای تبدیل انرژی الکتریکی مورد استفاده قرار می‌گیرد. مجموعه دیزل ژنراتورها در مکان‌هایی بدون اتصال به شبکه توان، مانند مواقعی که نیاز ضروری به فراهم کردن توان و انرژی است و نیز زمان‌هایی که شبکه وجود ندارد، مورد استفاده قرار می‌گیرند زمانی که شبکه قطع می‌شود، درست به خوبی کاربردهای پیچیده‌تر مانند اوج برش، پشتیبانی شبکه و ارسال به شبکه‌های توان، انرژی فراهم می‌شود.
در نظر گرفتن سایز دیزل ژنراتور برای جلوگیری از کم شدن بار یا کمبود توان ضروری است و این عمل به وسیلهٔ الکترونیک مدرن به ویژه بارهای غیرخطی دشوار شده‌است. سایزینگ صحیح دیزل ژنراتور تخصص کافی و تجربه فراوانی را لازم دارد تا بر اساس آن سایز دستگاه بهینه انتخاب گردد. معمولاً برای این موضوع از ترم افزارهای سایزینگ استفاده می‌شوند.

### اجزای دیزل ژنراتور
- موتور دیزل Diesel Engine
- ژنراتور Generator
- شاسی دیزل ژنراتور و تانک سوخت روزانه
- تابلو برق اصلی یا تابلو حفاظت و کنترل

## اندازه ژنراتور
مجموعه مولد بر اساس بار الکتریکی که برای آن‌ها درعرضه در نظر گرفته شده، تمام ویژگی‌های بارهای الکتریکی (kWe, KVA, VAR و محتواهای هارمونیک شامل جریان‌های شروعی (عموماً از موتور) و بارهای غیر خطی را شامل می‌شود. وظیفه مورد انتظار به‌طور مثال امور اورژانسی، تواندهی پیوسته یا اولیه (پرایم)، به خوبی شرایط محیطی مانند ارتفاع، دما و تنظیم مقررات گازهای گلخانه‌ای باید مد نظر قرار گیرد. بسیاری از تولیدکنندگان ژنراتورهای بزرگتر، مجموعه‌ای از نرم‌افزار را ارائه خواهند داد که محاسبه‌های اندازه پیچیده را به سادگی با خواندن شرایط سایت و ویژگی‌های بار الکتریکی متصل انجام خواهند داد.

### ایستگاه‌های توان – حالت «جزیره» الکتریکی(Island)
یک یا چند دیزل ژنراتوری که بدون اتصال به شبکه برق عمل می‌کند در اصطلاح در وضعیت جزیره عمل می‌کنند که ویژگی‌های چند ژنراتور موازی که مزایای استفاده از افزونگی و بهره‌وری بهتر در بارهای جزئی را دارند، فراهم می‌کند. این پلنت، ژنراتور را به صورت آنلاین قرار می‌دهد و غیرفعال کردن بستگی به سامانه و زمان معین دارد.
یک نیروگاه جزیره‌ای در نظر گرفته شده برای منبع توان اصلی، یک اجتماع مجزا ("توان اصلی") غالباً دارای حداقل سه ژنراتور دیزل خواهد بود، که از هر دوی آن‌ها انتظار می‌رود که بتوانند بار مورد نیاز را حمل کنند. گروه‌ها تا ۲۰ غیرمعمول نیست. ژنراتورها می‌توانند از طریق پردازش هم‌زمان به صورت الکتریکی بهم متصل شوند. این همزمانی شامل جور کردن ولتاژ، فرکانس و فاز قبل از اتصال ژنراتور به سامانه است. از دست رفتن همزمانی پیش از اتصال می‌تواند باعث یک اتصال کوتاه جریان بالا یا ساییدگی و پاره گی در ژنراتور یا تابلواش شود. فرایند همزمان سازی می‌تواند به صورت خودکار به وسیلهٔ یک ماژول سنکرون ساز خودکار انجام گیرد. همزمانساز خودکار ولتاژ، فرکانس و پارامترهای فاز و ولتاژهای باسبار زمانیکه سرعت توسط موتور فرماندار یا ECM (ماژول موتور کنترل) تنظیم می‌شود را از ژنراتور می‌خواند.
بار می‌تواند بین ژنراتورهای در حال فعالیت موازی از طریق تقسیم بار سهیم شود. تقسیم بار می‌تواند با استفاده از کنترل افت سرعت به وسیلهٔ فرکانس در ژنراتور کنترل شود، در حالی که به‌طور مداوم کنترل سوخت موتور برای تغییر بار تنظیم می‌شود و از منابع قدرت باقی مانده‌است.
یک دیزل ژنراتور بار بیشتری می‌گیرد هنگامی که سوخت تأمینی برای احتراق در سامانه افزایش می‌یابد و بار رها خواهد شد اگر سوخت تأمینی کاهش یابد. علاوه بر وظایف شناخته شده مانند تأمین توان پس از قطع شبکه، دیزل ژنراتورها به‌طور معمول شبکه‌های قدرت اصلی در سراسر جهان را به دو راه مجزا پشتیبانی می‌کنند.

#### انتهای برش(Peak Lopping)
تعرفه‌های برق در ساعات اوج مصرف در بسیاری از نواحی افراد را به استفاده از دیزل‌ها تشویق می‌سازد تا به زمان تقاضای ماکزیمم غلبه شود. در اروپا عموماً بعدازظهر روزهای زمستان، زمان اوج محسوب می‌شود هنگامی که مردم به خانه بازگشته و چراغها روشن است و پخت و پز در حال انجام است، حدود ۵:۳۰ تا ۷ بعد از ظهر، در حالی که در ایالت متحده آمریکا اغلب در تابستان‌ها و در مواجهه با بار (سنگینی) شرایط هوایی، زمان اوج رخ می‌دهد.

#### پشتیبانی شبکه

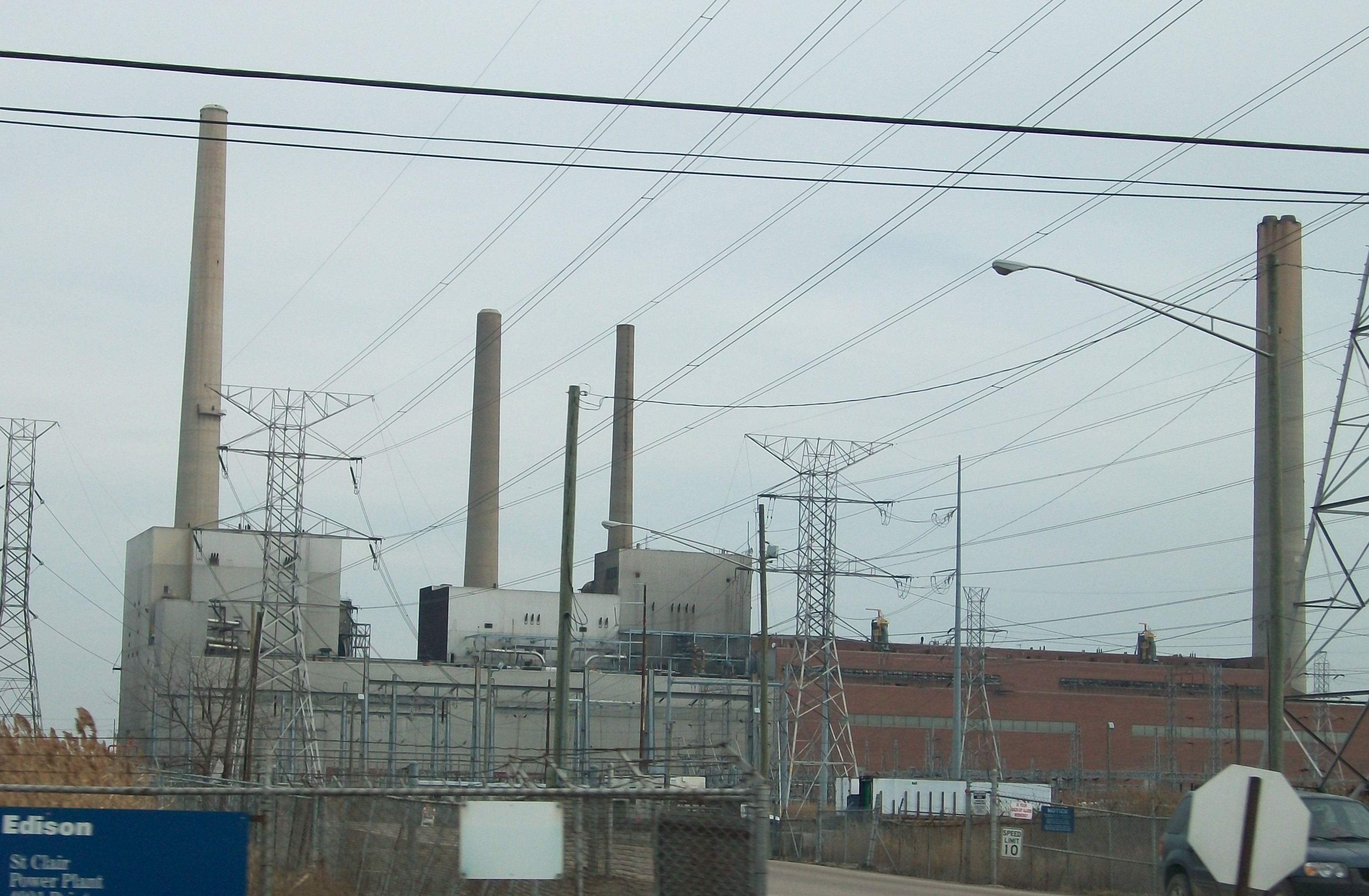
شبکه پشتیبانی برق در منطقه صنعتی

دیزل ژنراتورهای آماده به انجام کار اضطراری و نیروگاه‌های آبی به عنوان عملکرد ثانویه، استفاده گسترده‌ای برای محافظت از شبکه‌های ملی مختلف در هر زمان و به دلایل مختلف در آمریکا و انگلستان دارند. به‌طور مثال در انگلستان تعداد ۰٫۵ GWe از دیزل‌ها به‌طور منظم استفاده می‌شوند تا از شبکه ملی حمایت کنند که پیک بار آن ۶۰ GW است. این‌ها در مجموعه‌ای با سایزی معادل با ۲۰۰kw تا ۲MW قرار گرفته‌اند. این حالت همیشه زمانی اتفاق می‌افتد که به عنوان مثال ظرفیت زیادی از نیروگاه حدود ۶۶۰ مگاوات به‌طور ناگهانی از دست برود یا یک جهش ناخواسته ناگهانی در میزان توان باعث فرسایش ذخیره شده طبیعی در حال چرخش شود.
این مسئله برای هر دو بخش مفید است. دیزل‌ها برای دلایل دیگری نیز خریداری شده‌اند، اما باید برای حصول اطمینان به‌طور کامل آزمایش شود. شبکه موازی شده، ساده‌ترین راه جهت انجام این عمل است. این روش عملکردی است که عموماً به وسیلهٔ یک بخش سومی که عملکرد ژنراتور را مدیریت می‌کند و با اپراتور سامانه ارتباط برقرار می‌کند، انجام می‌گیرد.
به این روش شبکه‌های ملی بریتانیا با توان ۲ گیگا وات از نیروگاهی که بالاتر است و به همان سرعت دو دقیقه در برخی موارد به صورت موازی عمل می‌کند، تماس می‌گیرد. این مورد بسیار سریع تر نسبت به بار پایه توان است که می‌تواند ۱۲ ساعت از سرما بگیرد و سریعتر از توربین گازی است که می‌تواند زمان زیادی را مصرف کند.
سوختی که برای دیزل ژنراتور استفاده می‌شود سوختی که در آزمایش‌ها تست شده‌است. سامانه مشابه‌ای که در فرانسه عمل می‌کندEJP، تعرفه‌های به‌خصوص ماکزیمم شبکه، در حداقل ۵ گیگا وات مجموعه دیزل ژنراتور تجهیز می‌شود تا در دسترس باشد. کار اولیه دیزل‌ها توان دادن به شبکه است. در طی عملکرد نرمال در هم‌زمان سازی با شبکه نیروگاهی برق با پنج درصد افت سرعت کنترل اداره شده‌اند. این به این معنی است که تمام سرعت بار ۱۰۰٪ است و هیچ سرعت باری ۱۰۵٪ نیست و این نیازمند عملکرد پایدار شبکه است بدون جستجو و فقدان نیروگاه‌های برق. عموماً تغییرات سرعت، کمترین است. تنظیمات خروجی توان با افزایش کم خیز منحنی به وسیلهٔ افزایش فشار فنر بر روی یک گاورنر سانتریفیوژ ایجاد شده‌است. عموماً این یک نیاز پایه سامانه برای همه نیروگاه‌ها است زیرا نیروگاه‌های جدیدی و قدیمی در پاسخ به تغییرات لحظه‌ای در فرکانس بدون وابستگی به ارتباطات خارجی، بایستی سازگار باشند.

## قیمت تبدیل انرژی

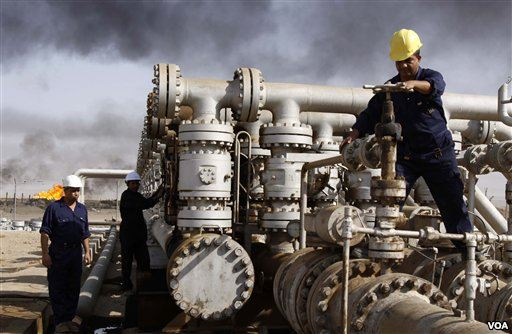
شرایط سخت استحصال انرژی فسیلی

مصرف سوخت، مهم‌ترین بخش نیروگاه‌های دیزلی است و قیمت تمام شده برای کاربردهای توان، در حالی که قیمت اصلی الویت اساسی برای پشتیبانی ژنراتور است، باید در نظر گرفته شود. مصارف خاص متفاوت هستند اما یک پلنت دیزل جدید بین ۰٫۲۵ تا۰٫۲۸ لیتر از سوخت هر کیلووات ساعت را در ترمینال‌های ژنراتور مصرف خواهد کرد.
به هرحال موتورهای دیزل می‌توانند بر روی تنوع وسیعی از سوخت‌ها عمل کنند و به پیکربندی بستگی دارد از طریق سوخت دیزل eponymous که عموماً از نفت خام به‌دست می‌آید، معمول هستند. موتورها می‌توانند با تمام طیف عصاره سوخت تجمیع شده کار کنند از گاز طبیعی، الکل، گازوئیل، گاز چوب تا روغن‌های سوخت از روغن دیزل تا سوخت‌های رسوبی. بدین ترتیب با معرفی به عنوان هوای مصرفی و با استفاده از مقدار کمی سوخت فسیلی برای احتراق معرفی می‌شوند. تبدیل به ۱۰۰٪ سوخت فسیلی می‌تواند بلافاصله انجام گیرد.

## انواع مولدها
بر حسب کاربرد، کارخانجات سازنده مولدها چهار نوع را پیشنهاد می‌دهند: اضطراری، پایه، دائم و چند منظوره. ژنراتور باید توان مورد نیاز پیش‌بینی شده معتبر را بدون آسیب فراهم کند این امر با دادن یک یا چند رتبه به ژنراتور به‌دست می‌آید.

### مولد اضطراری (Standby)
در حالت قطع برق شهری به صورت خودکار اقدام به تأمین برق مشترکان می‌کند. یک مدل از ژنراتور به صورت استند بای ژنراتور ممکن است لازم باشد تا فقط چند ساعت در ماه عمل کند اما مدل‌های دیگری از ژنراتورهای پرایم هستند که باید به صورت پیوسته عمل کنند. زمانی که یک ژنراتور جایگزین راه می‌افتد، ممکن است با شرایطی به‌خصوص عمل کند مانند ۱۰٪ بار اضافه که در طی زمان فعالیت می‌تواند منظور شود. ژنراتوری با مدل یکسان می‌تواند مرتبه بالاتری را برای سرویس جایگزین راه‌اندازی کند که آن برای امور پیوسته‌است. شرکت‌های سازنده بر طبق توافق جهانی برای هر ژنراتور رتبه‌ای قائل می‌شوند.
این رتبه‌بندی‌های استاندارد تعریف می‌شود تا اجازه انتخاب صحیح را بدهد و مقایسه خوبی بین سازنده‌ها صورت گیرد تا از عملکرد نادرست ماشین جلوگیری کند و راهنمای طراحان باشد.

### مولد پایه (Prime)
معمولاً در اماکنی که موقتاً به برق نیاز دارند به کار می‌آیند. مانند اردوگاه‌ها، نمایشگاه‌ها، اکتشاف معادن و کمپ‌ها.
نباید در کاربردهای ساخت توان استفاده شود. خروجی موجود با بار متفاوت برای یک زمان نامحدود است. عموماً پیک تقاضای۱۰۰٪ رتبه اولیه ekW را با ۱۰٪ ظرفیت بار اضافی برای استفاده در موقعیت‌های ضروری برای ماکزیمم یک ساعت در ۱۲ ساعت را داراست. ۱۰٪ ظرفیت اضافه بار برای زمان محدودی در دسترس است. (معادل با توان اولیه و مطابق با ISO۸۵۲۸و توان اضافی مطابق با ISO3046 AS2789, DIN6271, and BS5514) این رتبه برای تمامی مدل‌های ژنراتور قابل استفاده نیست.
کاربردهای نوعی – جایی که ژنراتور تنها مرجع توان باشد برای ارتباط راه دور با معادن، سایت‌های ساختمانی، زمین برگزاری نمایشگاه و فستیوال و غیره است.

### مولد دائم (Continuous)
برای امور نیروگاهی یا برق سراسری هستند.
قابل کاربرد در فراهم کردن توان پیوسته برای یک بار ثابت تا رتبه کامل خروجی برای زمان‌های نامحدود است. هیچ قابلیت جانشین شدن اضافه باری برای این رتبه در دسترس نیست. توزیع کننده‌های مجاز شده مشارکتی برای رتبه‌بندی معادلند با توان پیوسته مطابق با ISO8528, ISO3046, AS2789, DIN6271, and BS5514
این رتبه‌بندی قابل اجرا بر روی تمامی ژنراتورها نیست.
کاربردهای نوعی- این ژنراتور بار یکسان پیوسته را راه‌اندازی می‌کند یا به موازات توان مصرفی پیوسته و اصلی برای ماکزیمم سطح مجاز ۸۷۶۰ ساعت در سال واقع می‌شوند. همچنین ممکن است برای برش پیک / پشتیبانی شبکه حتی از طریق اعمال برای ۲۰۰ ساعت در سال اتفاق بیفتد.

### مولد چند منظوره
توصیه می‌شود برای کاربردهای با رویکرد اقتصادی از این نوع مولدها استفاده نشود؛ مثلاً لزومی ندارد یک مولد دائم دارای تابلوی کنترل وصل خودکار در زمان قطع برق شهر باشد.
به هر حال، معمولاً یک فرض معمول این است که اگر یک مولد در حالت اضطراری ۱۰۰۰ کیلووات باشد، در حالت پایه و دائم به ۸۵۰ و ۸۰۰ کیلووات اکتفا شود. معمولاً نحوه باردهی مولد در دفترچه مشخصات مولدها وجود دارد.

## خرابی‌های موتور
دیزل ژنراتور می‌تواند از مسائلی سوء مانند رسوبات داخلی (غالباً به رسوب در سوراخ‌ها و ستون باز می‌شود) و تجمع کربن آسیب ببیند.

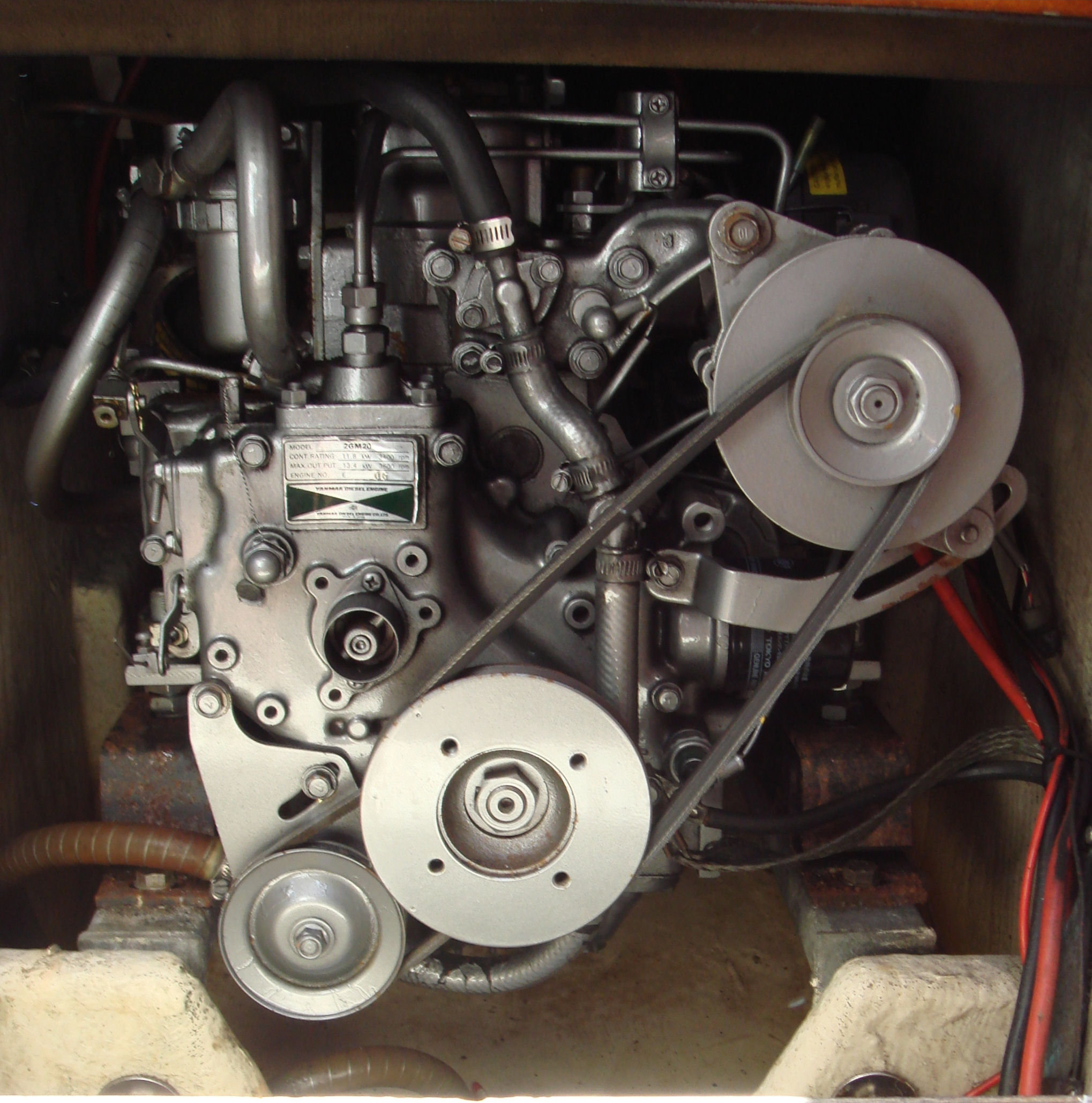
موتور با سوخت گازویل ساخت شرکت یانمار Yanmar

به صورت ایدئال موتورهای دیزل باید در حداقل ۲۵ تا ۳۰٪ بار ماکزیمم بار خود راه‌اندازی شوند.
دوره‌های کوتاه مدت بار کم در حال اجرا هستند و این اجازه را می‌دهد تا مجموعه با بار کامل یا نزدیک به بار کامل بر یک مبنای منظم آماده شود. رسوبات داخلی و تجمع کربن به این دلیل است که دوره‌های طولانی با بار کم مورد استفاده قرار گرفته‌است.
راه‌اندازی یک موتور با بار کم سبب فشارهای استوانه‌ای کم می‌شود و در نتیجه رینگ پیستون به صورت ضعیفی بسته می‌شود زیرا بستگی به فشار گاز نیرو در برابر فیلم روغن بر روی سوراخ‌ها برای شکل‌دهی مهر و موم دارد. فشار سیلندری کم سبب احتراق ضعیف، فشار کم حاصل از احتراق کم و دما می‌شود.
احتراق ناقص سبب شکل‌گیری دوده و پسماند سوخت نسوخته می‌شود که مسیر رینگ‌های پیستون را بسته و می‌چسباند و سبب کاهش شدید در کارایی مهر و موم کردن می‌شود و فشار کم ابتدایی را تشدید می‌کند. رسوب‌ها زمانی ایجاد می‌شوند که گازهای گرم احتراقی به صورت ضعیفی می‌وزند و رینگ پیستون را مسدود می‌کنند و سبب نیاز به روغن کاری بر روی دیواره‌های استوانه‌ای به دلیل «سوخت ناگهانی» می‌شوند و دوده‌هایی لعاب مانند ایجاد می‌کنند که سوراخ روان می‌شود.
کربن سخت از احتراق ضعیف شکل می‌گیرد و بسیار خراشنده و ساینده است، سپس سبب افزایش مصرف سوخت می‌شود (دود آبی)، انتظار می‌رود که انسداد پیستون و فشار حفظ شود.
سپس سوخت محترق نشده از عقب رینگ پیستون نشت می‌کند و روغن کاری سرایت می‌کند. سوختن ناقص باعث می‌شود که تزریق‌کننده‌ها به وسیلهٔ دوده مسدود شوند و باعث وخامت بیشتر در احتراق و دودهای سیاه رنگ می‌شود.
مشکلی که با شکل‌گیری اسیدها در روغن موتور افزایش یافته‌است، به وسیلهٔ آب غلیظ شده و احتراق به وسیلهٔ محصولاتی است که باید به صورت نرمال در دمای بالاتر جوش آیند. این ساخت اسیدی (جوهری) در روغن-کاری باعث کندی می‌شود اما بی‌نهایت فرسایش مخرب برای سطح یاتاقان دارد.
چرخه تنزل به این معناست که موتور بزودی به‌طور تغییرناپذیری آسیب می‌بیند و ممکن است هرگز شروع بکار نکند و زمان طولانی تری قادر نخواهد بود که به تمام توان زمانی که نیازمند است، دست یابد.
استفاده تحت بار زیر حد مجاز به‌ناچار نه تنها باعث دود سفید از سوخت نسوخته می‌شود بلکه با گذشت زمان‌های بیشتر، با دود آبی روغن کاری سوخته نشتی از رینگ‌های پیستون قدیمی آسیب دیده همراه خواهد شد و دود سیاه نیز حاصل از خرابی تزریق‌کننده هاست. این آلودگی برای و مجاور بودن‌ها مناسب نیست.
ایجاد رسوبات یا کربن اتفاق افتاده‌است. این مسئله می‌تواند با سلب موتور و دوباره نفوذ کردن در سوراخ‌های سیلندر، لغو کردن‌ها، تمیز کردن و دکک کردن اتاقک‌های احتراق، نازل‌های تزریق‌کننده سوخت و سوپاپ‌ها قابل درمان است. اگر در مراحل اولیه شناسایی شود، راه‌اندازی موتور در ماکزیمم بار خود برای افزایش فشار داخلی و دما اجازه می‌دهد که رینگ‌های پیستون به زحمت رسوب کنند و اجازه می‌دهد تا تجمع تدریجی کربن سوخته شود.
به هر حال اگر این رسوبات پیشروی کند تا مرحله‌ای است که رینگ‌های پیستون داخل شیارهایشان را تصرف کنند. این عمل هیچ تأثیری نخواهد داشت. از این وضعیت می‌توان با انتخاب دقیق مجموعه ژنراتور مطابق با دستورالعمل چاپ شده سازندگان جلوگیری کرد.
برای مجموعه ژنراتورهایی که کاربرد اضطراری دارند، استفاده از بار پشتیبانی شده برای انجام آزمایش می‌تواند غیر عملی باشد. برای انجام آزمایش می‌توان از یک بانک بار موقت یا دائم استفاده کرد. گاهی تابلو را می‌توان به گونه‌ای طراحی کرد تا به مجموعه‌ای برای تغذیه توان از شبکه برای انجام آزمایش بار اجازه دهد.
بهترین راه حل استفاده از لود بانک است تا حداقل یک بار در سال دستگاه با توان ۱۰۰٪به مدت ۱ ساعت استفاده سود تا رسوبات ناشی از احتراق ناقص سوخته و از موتور خارج شوند.

## ویژگی‌های دیزل ژنراتور

### سامانه کنترلی یک دیزل ژنراتور
تابلو برق ATS نصب شده بر روی دیزل ژنراتورهای همواره ناظر اعمال بار بر روی موتور ژنراتور بوده و در مواقع غیرعادی بر مبنای تنظیمات قبلی پاسخ مناسب را از طریق فرمان‌های الکترونیکی تابلو ارسال و به صورت خودکار تمامی وضعیت را تواماً کنترل می‌نماید که موتور ژنراتور در بهترین شرایط به کار خود ادامه دهد. در حالت انتظار (Standby) در صورت قطع برق مصرفی خارج از واحد بلافاصله و در کمترین زمان، ATS زمان روشن و به‌کارگیری موتور ژنراتور برقرار می‌کند. البته برای انجام این فرایند به صورت کاملاً اتوماتیک و بدون قطعی برق معمولاً در تابلوهای برق ATS از قطعاتی استفاده می‌شود.
قابلیت سامانه یا برد کنترلی به شرح ذیل است.
-طراحی بر اساس میکرو کنترل
1. استارت و استاپ اتوماتیک دیزل
2. قابلیت مانیتورینگ. کنترل و تنظیم از طریق کامپیوتر با برنامه تحت ویندوز
3. حفاظت‌های مختلف افزایش درجه حرارت آب کاهش فشار روغن. افزایش و کاهش دور دیزل. افزایش

ولتاژ ژنراتور کاهش ولتاژ باتری
۵- نشان دهنده‌های اخطار مختلف: اخطار خرابی دینام. اخطار خطای انجام استارت در حالت اتوماتیک.
اخطار خرابی سنسور روغن یا قطع بودن کابل ارتباطی در حالت اتوماتیک
۶-قابلیت تنظیم تمامی پارامترهای زمانی از روی پنل
۷-قابلیت کار با ولتاژ متغیر از۱۲ولت تا ۴۸ولت به‌طور اتو ماتیک
1. قابلیت کار در دو حالت دستی و اتوماتیک
2. نشان گر زمان کار دیزل ژنراتور بر حسب ساعت
3. اندازه‌گیری سه فاز شهر یا دیزل ژنراتور و تشخیص آمادگی
4. قابلیت نمایش دور موتور RPM
5. آلارم ویژه دمای آب
6. CHECK UP کامل موتور
7. با قابلیت: نمایش آمپراژ، ولتاژ، فرکانس

### تنظیم اتوماتیک ولتاژ
AVR (Automatic Voltage Regulator) موتور برق، یک سیستم کنترل ولتاژ است که در موتورهای برق و دستگاه‌های برقی مورد استفاده قرار می‌گیرد. استفاده از AVR می‌تواند ولتاژ پایداری را تضمین کند، خرابی تجهیزات را جلوگیری کند و عمر مفید آن‌ها را افزایش دهد.

## انواع تابلوهای کنترل کننده دیزل ژنراتور
تابلوهای کنترل بر اساس نوع عملکردشان به چند دسته مختلف تقسیم می‌شوند. هر کدام از این دسته‌ها برای کاربردهای خاص خود مناسب هستند و دارای ویژگی‌های منحصر به فردی می‌باشند.

### 1. تابلو کنترل دستی (Manual Control Panel)
تابلوهای کنترل دستی ساده‌ترین نوع تابلوهای کنترل دیزل ژنراتور هستند. در این نوع تابلوها، تمامی عملیات راه‌اندازی و خاموش کردن دستگاه به صورت دستی توسط کاربر انجام می‌شود. تابلوهای دستی معمولاً در مکان‌هایی که نیاز به کنترل دقیق و نظارت مستقیم دارند، استفاده می‌شوند.
ویژگی‌های تابلو کنترل دستی:
- نیاز به حضور و نظارت کاربر برای راه‌اندازی و خاموش کردن ژنراتور
- دارای سوئیچ‌ها و کلیدهای دستی برای کنترل مستقیم
- مناسب برای ژنراتورهای کوچک یا موقت
- اغلب در سیستم‌های ساده و بدون نیاز به اتوماسیون استفاده می‌شوند.

### 2. تابلو کنترل اتوماتیک (Automatic Control Panel)
تابلوهای کنترل اتوماتیک یکی از پرکاربردترین انواع تابلوهای کنترل دیزل ژنراتور هستند. این تابلوها به گونه‌ای طراحی شده‌اند که می‌توانند بدون نیاز به حضور کاربر، ژنراتور را به صورت خودکار روشن و خاموش کنند.
ویژگی‌های تابلو کنترل اتوماتیک:
- روشن و خاموش شدن اتوماتیک با قطع و وصل برق شهر
- قابلیت نظارت و کنترل از راه دور
- مناسب برای استفاده در مکان‌هایی با نیاز به برق اضطراری (مانند بیمارستان‌ها، دیتاسنترها و صنایع بزرگ)
- مدیریت و تنظیم پارامترهای الکتریکی به صورت خودکار

### 3. تابلو کنترل پارالل (Synchronization Control Panel)
تابلوهای کنترل پارالل، به نام تابلوهای سنکرون نیز شناخته می‌شوند. این تابلوها قابلیت اتصال و همگام‌سازی چند ژنراتور به صورت همزمان را دارند. این قابلیت باعث می‌شود تا بتوان در پروژه‌های بزرگ، چندین دیزل ژنراتور را به طور همزمان و با تقسیم بار استفاده کرد.
ویژگی‌های تابلو کنترل پارالل:
- امکان سنکرون‌سازی چندین ژنراتور با یکدیگر
- تقسیم بار بین ژنراتورها برای بهینه‌سازی مصرف سوخت و افزایش کارایی
- مناسب برای پروژه‌های بزرگ و صنعتی
- عملکرد در هر دو حالت دستی و اتوماتیک
- نیاز به تنظیمات دقیق و حرفه‌ای برای جلوگیری از بروز خطاهای فنی

## تجهیزات تکمیلی دیزل ژنراتور

### کانوپی
کانوپی‌ دیزل ژنراتور، به‌منظور کاهش سطح نویز و صداهای تولید شده‌ی دیزل ‌ژنراتور و همچنین به منظور حفاظت در برابر شرایط محیطی و دسترسی افراد غیرمجاز به دیزل ژنراتور استفاده می‌شوند. این کانوپی‌ها از جنس فلزی یا پلاستیکی ساخته می‌شوند و با درنظرگرفتن استانداردهای سطح صدا، ISO3374 و همچنین درجه حفاظت (IP) طراحی و تولید می‌شود.

### تریلر دیزل ژنراتور
تریلر دیزل ژنراتور، یک راه حل جامع و ایمن برای ایجاد امکان جابه‌جایی انواع دیزل ژنراتور، در مواردی است که نیاز به حمل و نقل آن ضروری می‌باشد. این تریلرها از مواد و متریال با کیفیت بالا در دو حالت تک محور و دو محور و یا بیشتر، دارای قلاب هایی با قابلیت اتصال به یدک کش و قابلیت تنظیم ارتفاع ارائه می‌شوند. این تریلرها جهت تردد جاده‌ای و حفظ ایمنی می‌توانند به سیستم ترمز اضطراری و علائم ترافیکی مجهز گردند.

### کانتینر دیزل ژنراتور
کانتینر دیزل ژنراتور، در دو مدل 20 فوت مناسب برای موتور ژنراتورهای 800KVA تا 1250KVA و 40 فوت مناسب برای موتور ژنراتورهای 1250KVA به بالا با طراحی ویژه و مطابق با استانداردهای جهانی تولید می‌شوند.
این کانتینرها کاملاً بی صدا بوده و می‌توانند بسته به نیاز مشتری به سیستم‌های ایمنی پیشرفته‌ای شامل چراغ‌های هشدار ضد آتش و سنسور‌های اعلام و اطفاء حریق و نردبان مجهز شوند که از دیزل ژنراتور و افراد در برابر حوادث احتمالی محافظت می‌کند. این کانتینرها دارای تهویه مناسب برای تامین هوای مورد نیاز دیزل ژنراتور هستند. منبع سوخت و لوله‌کشی آنها نیز با توجه به میزان فشار سوخت و ارتفاع مناسب طراحی شده‌اند.